# Serra d'Entrebarrancs
La Serra d'Entrebarrancs és una serra entre els municipis de Bot i de Gandesa a la comarca de la Terra Alta, amb una elevació màxima de 413 metres.